# Video 2000
Video 2000 (o V2000, también conocido como Video Cassette compacto, o VCC) es un formato de reproducción y grabación de vídeo estándar desarrollado por Philips y Grundig para competir con el VHS de JVC y el Betamax de Sony. La distribución de productos de video 2000 se inició en 1979 y finalizó en 1988, y se comercializó exclusivamente en Europa, Brasil y Argentina. 
Philips denominó originariamente como la cinta de vídeo estándar de vídeo Compact Cassette (VCC) para complementar su Audiocasete Compacto formato introducido en 1963. Sin embargo, Philips la comercializó principalmente llamándola  'Video 2000', mientras que Grundig inicialmente utilizó el nombre 2x4, que reflejaba la capacidad de grabación máxima de 2 x 4 horas. VCC/V2000/2x4 logrado Philips anteriores de la VCR, VCR-LP y Grundig la denominó como el formato RVS.

## Innovaciones tecnológicas

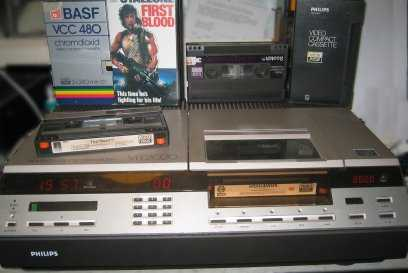
Reproductor Philips VR2020 del sistema Video 2000.

Video 2000 ofrece varias características innovadoras que la hacían competitiva en el mercado al VHS y el Betamax: 
- Todas las cintas de video pueden almacenar información de audio y video en ambas caras de la cinta. Lo que duplicaba la duración respecto a la competencia directa.
- Debido a su Track dinámico no perdía sincronía en la imagen mostrada. Ya que los cabezales del aparato se autoajustaban a la cinta magnética. Aunque no todos los modelos de reproductores incluían esa tecnología.
- Todos V2000 VCRs soportaban función de auto-rebobinado al terminar la casete (más tarde también fue incorporados esa opción en los sistemas Betamax y VHS)
- Reducción dinámica del ruido en reproducción.
- Introducción de una pista de datos a lo largo de la cinta.
- Sistema de bloqueo de grabación por cada cara, reversible; consistente en una pestaña que permite o no la grabación (En VHS es necesario romper una pieza plástica, que una vez eliminada impedía la grabación definitivamente, popularmente solucionado con un poco de cinta adhesiva).

Gracias al DTF, V2000 era capaz de mostrar una parada de imagen bastante nítida mientras que en modelos de VHS y Betamax mostraban la mitad de resolución al congelar la imagen. También en dichos modelos se generaban normalmente un parpadeo y hasta la llegada de la era digital no se consiguió realmente un congelado de pantalla perfecto.
Significativamente, Philips y Grundig, después de haber acordado utilizar un formato de cinta, realizaron un distinto mecanismo de lectura de la cinta. Mientras Grundig se basó en el mecanismo de lectura del Betamax, Philips se inclinó por un estilo más similar a las máquinas VHS, apostando por el "M-wrap". 
Poco tiempo antes de la finalización de la producción del V2000, Philips presentó el V2000 XL, esta cinta contenía una capacidad de ocho horas. También ideó una cinta compacta que competiría en tamaño al VHS-C que serían compatible con el tamaño anterior mediante un adaptador, pero en este último caso no salió al mercado debido al término de la producción del sistema.

## Dimensiones de la cinta
A pesar del nombre, los videocasetes fueron ligeramente más grandes que las cintas VHS 183 mm × 26 mm × 110 mm siendo 5 mm más estrecho, pero un milímetro 6 mm más alto y más profundo. El formato utiliza solo 6,25 mm para una cara siendo el ancho total de la cinta magnética de 12,5. 
Cintas de VHS y Beta permiten al usuario romper una pestaña en la cinta de manera que las grabaciones no pueden borrarse ni corregirse una vez roto. En este caso el V2000 contaba con una cavidad en la izquierda de la cinta donde se incluía una pestaña movible que hacía las funciones de interruptor. De esta manera podías proteger la grabación y volver a grabar sobre el casete cuando se quisiera. Por lo tanto esta posible reutilización generaba más flexibilidad en su uso. Esta técnica fue adaptada posteriormente en los casetes Video8, MiniDV y MicroMV.

## Vídeo 2000 y la guerra de formatos

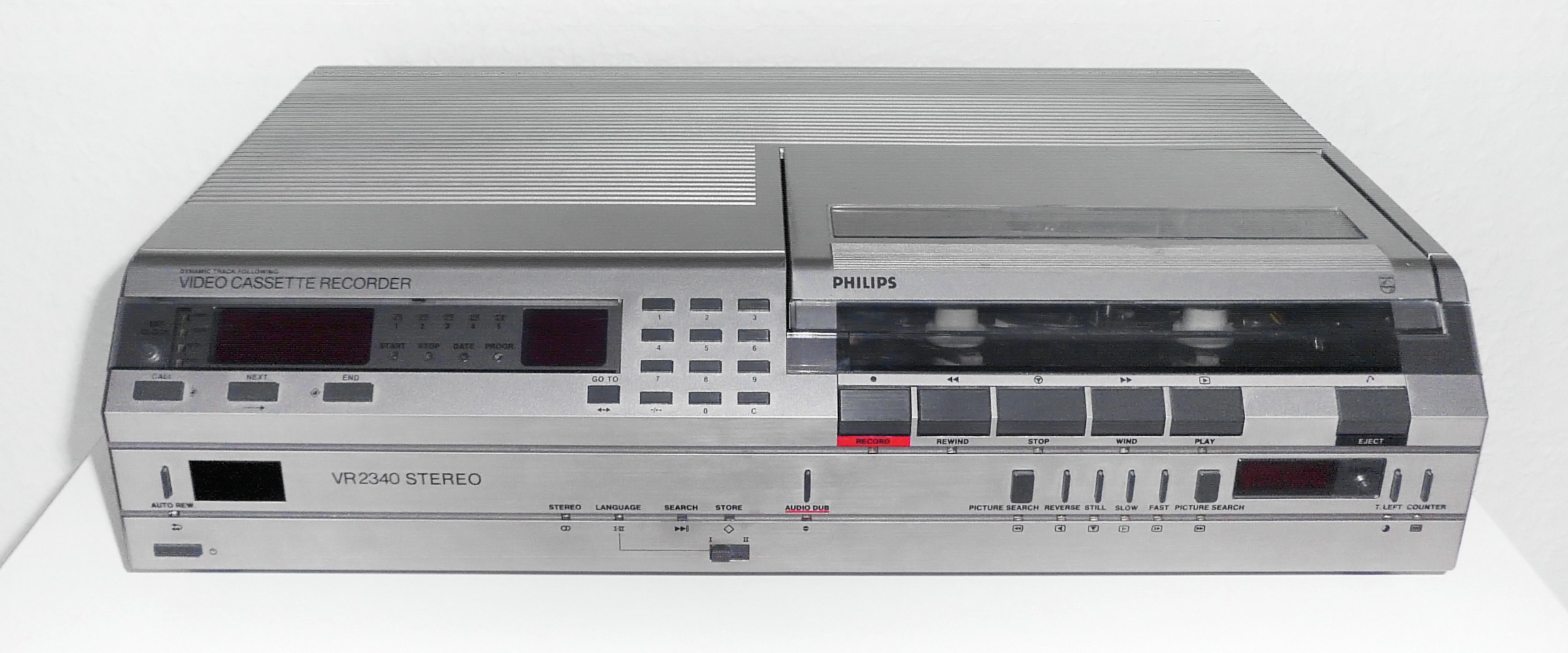
Philips VR 2340

Philips presentó el primer vídeo VCR 2000, la VR2000, en 1979. Siguieron varios otros modelos distribuidos por Philips, Grundig y Bang & Olufsen y dejaron de fabricarse en 1988. Poco después abandonaría también el Betamax imponiéndose el VHS. 
La pérdida de la guerra de formatos que llevó al V2000 a dejarse de fabricar se le puede atribuir en parte a la demora en la entrada del mercado. Esto fue debido en parte al desarrollo del sistema DTF. Además, si bien es tecnológicamente superior a la competencia en muchos detalles no hay que olvidar las ventajas de sus competidores, que eran los siguientes: 
- VHS y Betamax ya había establecido una cuota de mercado y disponían de una gran cantidad de material disponible.
- VHS y Betamax tenían una resolución de pantalla algo mayor. Debido a que estos tenían más ancho de cinta para soportar información.
- Las grabadoras de vídeo VHS y Betamax tenían fama de ser más fiables.
- La cámara de video que se lanzó primera en el mercado era la Betamax.
- VHS y Betamax disfrutaron de una distribución internacional.
- Una mayor compatibilidad entre los reproductores de video. Cosa que no ocurrió entre Grundig y Philips que tuvieron problemas en la configuración de los cabezales de las pistas de audio. Este problema nunca llegó a solucionarse completamente.

En la segunda mitad de los 1980, Philips ya habían comenzado a producir sus propios vídeos VHS.